# Нерво-Траянова династия
Известна също като династията на Нерва, Улпиевата династия (по името на обикновения им gens nomen Ulpius), или комбинирана със следващата я Антонинова династия, за да образуват Нерво-Антониновата династия. Първите трима от т.нар. Петима добри императори.